# Manuel Hernández Ruigómez
Manuel Hernández Ruigómez (Bilbao, 9 de septiembre de 1955) es un diplomático español y embajador de España en Angola entre 2017 y 2021.

## Biografía
Licenciado en Filosofía y Letras y doctor en Historia de América por la Universidad Complutense de Madrid, ingresó en 1987 en la carrera diplomática. Estuvo destinado en las representaciones diplomáticas españolas en Angola, Nicaragua, Consejo de Europa y Costa Rica. Fue asesor diplomático de la presidencia del Senado, vocal asesor en el Gabinete del Presidente del Gobierno y subdirector general de Países del MERCOSUR y Chile. De 2006 a 2010 fue cónsul general de España en Santo Domingo donde consiguió crear buenas amistades en todo el amplio espectro de la sociedad dominicana por su trato exquisito y deferente. Su traslado se produjo al cumplirse el máximo de estancia en un puesto diplomático como Santo Domingo. Tras una breve estancia en el Ministerio de Asuntos Exteriores en Madrid, fue nombrado embajador de España en Haití.
Manuel Hernández es hijo del americanista e historiador, Mario Hernández Sánchez-Barba y nieto del militar Manuel Ruigómez Velasco, héroe de la guerra del Rif que fue condecorado con la Cruz Laureada de San Fernando, máximo galardón militar.

## Condecoraciones
En reconocimiento a su labor, el gobierno de La República Dominicana le otorgó la condecoración de la Orden de Duarte, Sánchez y Mella, en el grado de Comendador, por los servicios que ha ofrecido a la sociedad dominicana con sus aportes en la suscripción del Convenio de La Haya de Apostilla.
El presidente de La República de Haití, Michel Martelly, condecoró al embajador con la Gran Cruz de la Orden Nacional de Honor y Mérito, en un acto celebrado en el Palacio Nacional en Puerto Príncipe.